# 罗恩·杰克斯
罗恩·杰克斯（英語：Ron Jacks，1948年1月23日—），加拿大男子游泳运动员。他曾代表加拿大参加1967年和1971年泛美运动会游泳比赛，获得四枚银牌。他也曾参加1964年、1968年和1972年夏季奥运会。